# Giacomo Leopardi
El conde Giacomo Leopardi (Recanati, 29 de junio de 1798 - Nápoles, 14 de junio de 1837) fue un poeta, filósofo, filólogo y erudito italiano del Romanticismo.

## Biografía
Nació en el palacio familiar de la costa adriática en Recanati, una aldea situada a seis kilómetros de Loreto. Fue hijo de unos padres casi completamente opuestos: su madre, Adelaide, descendiente de los marqueses Antici, de luengo linaje, era conocida por su fanático catolicismo y su patológica cicatería (se alegró por la muerte de un hijo recién nacido en vista del ahorro que suponía). Por el contrario, su padre, el conde Monaldo, cuya ejecutoria de nobleza se remontaba al año 1200 y era una de las más vetustas de Italia, de ideología reaccionaria, era un erudito local que dilapidó la fortuna familiar y llegó a acumular una formidable biblioteca.
Durante los años del apogeo napoleónico, el joven Giacomo crece junto a sus hermanos Carlo y Paolina en un ambiente rígido y reaccionario, cada vez más austero debido al debilitamiento del patrimonio familiar por las malogradas especulaciones financieras del padre, y posteriormente sometido al control riguroso y severo de la madre, la cual consiguió recuperar parte del decaído esplendor de la familia a costa de numerosos y humillantes sacrificios impuestos a sus hijos y a su marido.
La formación cultural de Giacomo, Carlo y Paolina (pues de los otros siete hijos nacidos del matrimonio Leopardi, sólo sobreviviría el último, Pierfrancesco) es desempeñada por algunos preceptores religiosos de gran erudición, el jesuita José Torres y Francisco Serrano y los abates Sanchini y Borne, quienes forman a los jóvenes hermanos en el estudio de las letras y de las ciencias.

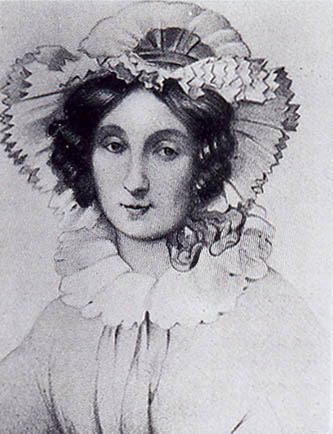
Fanny Targioni Tozzetti.

Desde su nacimiento, Giacomo fue minado por la enfermedad: padeció la enfermedad de Pott que le combó la espalda y además padeció un severo raquitismo; consumió su infancia estudiando desesperadamente y leyendo con una curiosidad inagotable hasta altas horas de la noche. A los once años lee a Homero, a los trece escribe su primera tragedia; a los catorce la segunda: Pompeyo en Egipto; a los quince un ensayo sobre Porfirio. A esa edad conocía ya siete lenguas y había estudiado casi de todo: lenguas clásicas, hebreo, lenguas modernas, historia, filosofía, filología, ciencias naturales y astronomía. Los maestros que habrían debido prepararlo para el sacerdocio debieron admitir que no tenían mucho que enseñarle. Tanto estudio repercutió en su salud: Leopardi fue durante toda su vida un hombre enfermizo. En 1810 recibió la tonsura de manos del obispo Bellini. Pero la lectura de los enciclopedistas franceses destruye definitivamente su fe religiosa. Leopardi evocará esos días de infancia y juventud en su famoso poema «Le ricordanze» («Los recuerdos»). Con motivo de sus trabajos de traducción, entabla correspondencia con el ya anciano humanista Pietro Giordani, que será su amigo y editor. Su primer amor es la prima del padre Gertrude Cassi-Lazzari, de 27 años, que ve llegar a su casa como una aparición; a ella está dedicado su poema «El primer amor».
Escribió un tratado de historia de la astronomía y dos poemas en griego antiguo que lograron engañar a ciertos helenistas de la época. El culto de la gloria de los héroes antiguos llevaba a Leopardi a probarse en distintos géneros: a los diecisiete compuso un ensayo Sobre los errores populares de los antiguos; a los diecinueve inicia su cuaderno de apuntes, Zibaldone dei pensieri, de contenido cultural y filológico en el que se muestra seguidor de Juan Andrés, obra que le acompañará hasta 1832; a los veinte compone los que serán sus primeros poemas y «Sobre el monumento a Dante». Al año siguiente, enfermo de la vista, que iba perdiendo progresivamente, y del espíritu, poseído por un pesimismo cósmico, intenta en vano fugarse de Recanati y lo consigue humillado al descubrir que su padre intercepta su correspondencia con el patriota liberal italiano Montani. Desde ese momento, su vida se convierte en un círculo vicioso de huidas y regresos a su ciudad natal: Roma (1822 y 1823), Bolonia (1825), Milán (1825), Florencia (1830), donde conoce a su inseparable amigo y primer biógrafo, Antonio Ranieri, de nuevo Roma en 1831 y Florencia en 1832, son los hitos de este viaje doloroso, en el que va dejando atrás proyectos de trabajo irrealizados (en 1828 le ofrecen una cátedra en la Universidad de Bonn, que rechaza) y amores imposibles: Teresa Carniani-Malvezi, o Fanny Targioni-Tozzetti (la mujer que fue cantada por Leopardi en sus poemas bajo el nombre de Aspasia, la cortesana amada por Pericles). Subsiste dando clases particulares y emprendiendo trabajos editoriales. En su Dialogo di Tristano e di un amico llega a escribir uno de sus pasajes más desolados:

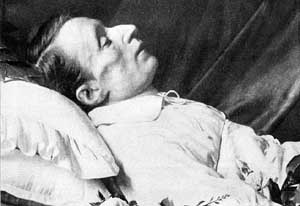
Leopardi en su lecho de muerte.

Hoy no envidio ya ni a los necios ni a los sabios, ni a los grandes ni a los pequeños, ni a los débiles ni a los poderosos; envidio a los muertos, sólo por ellos me cambiaría (Diálogo entre Tristán y un amigo)
Este diálogo forma parte de sus ensayos filosóficos, publicados con el título de Opúsculos morales (1827), muchos de ellos en forma de diálogo. En 1830 deja Recanati por última vez, en 1831 aparece la primera edición de sus Canti (la segunda lo hará en 1835). 
En 1833 marcha a Nápoles, donde muere en 1837; su gran amigo Antonio Ranieri lo libra de la fosa común y costea su tumba y lápida, publicando años después el primer estudio biográfico sobre el poeta.
Condiciones de salud

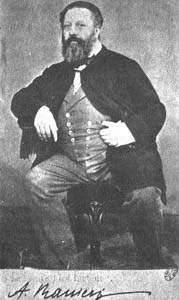
El gran amigo de Leopardi Antonio Ranieri.

En 1815-1816 Leopardi fue afectado por algunos problemas físicos de tipo reumático y psicológicos que fueron atribuidos al menos en parte —como la supuesta escoliosis— al estudio excesivo, al aislamiento, a la inmovilidad y a las posiciones incómodas de los largos días pasados en la biblioteca de Monaldo. La enfermedad se presentó con fiebre y enfermedad pulmonar y, a continuación, con la deformación de la columna vertebral (causa de la doble joroba) con dolor y problemas cardíacos, circulatorios y respiratorios, interrupción del crecimiento, problemas neurológicos en piernas, brazos y ojos, y todo tipo de disturbios y cansancio persistente; en 1816 Leopardi estaba convencido de que estaba a punto de morirse. Él mismo se inspiró en estos graves problemas de salud, de los que también habló con Pietro Giordani, para la larga cantiga «La aproximación de la muerte» y, más tarde, para «Los recuerdos», en el que define su enfermedad como «ciego mal», es decir, un mal de orígenes pocos claros.

## Pensamiento y estilo
Los escritos de Leopardi se caracterizan por un pesimismo profundo y sin lenitivos: es una voz que grita el desamparo del ser humano y la crueldad de una natura naturans implacable, que le azuza desde su propio nacimiento hasta más allá de la muerte. En este valle de lágrimas, Leopardi se aferra, a pesar de todo, a tres consuelos: el culto de los héroes y de un pasado glorioso, pronto sustituido por el de una edad de oro, que le emparenta con Hölderlin; el recuerdo del juvenil engaño antes de la brutal irrupción de «la verdad» y la evocación de una naturaleza naturata, de un paisaje brumoso y lunar donde al anochecer se escucha siempre perderse o acercarse por un camino la canción melancólica de un carretero.
Como un infante, con asiduo anhelo / fabrica de cartones y de hojas / ya un templo, ya una torre, ya un palacio, / y apenas lo ha acabado, lo derriba, / porque las mismas hojas y cartones / para nueva labor son necesarias; / así Natura con las obras suyas, / aunque de alto artificio y admirables, / aún no las ve perfectas, las deshace / y los diversos trozos aprovecha. / Y en vano a preservarse de tal juego, / cuya eterna razón le está velada, / corre el mortal y mil ingenios crea / con docta mano; que a despecho suyo, / la natura cruel, muchacho invicto, / su capricho realiza, y sin descanso / destruyendo y formando se divierte. / De aquí varia, infinita, una familia / de males incurables y de penas / al mísero mortal persigue y rinde; / una fuerza implacable, destructora, / desde que nació lo oprime dentro y fuera / y lo cansa y fatiga infatigada, / hasta que cae en la contienda ruda / por la impía madre opreso y enlazado... (Palinodia al marqués Gino Capponi).
Leopardi siente un profundo desprecio por los falsos consuelos del pensamiento progresista y por el contrario siente una piedad infinita por el deseo de felicidad que los mueve y la huérfana estirpe humana, que le lleva a la compasión y a la solidaridad.
El género humano no creerá nunca no saber nada, no ser nada, no poder llegar a alcanzar nada. Ningún filósofo que enseñase una de estas tres cosas habría fortuna ni haría secta, especialmente entre el pueblo, porque, fuera de que todas estas tres cosas son poco a propósito para quien quiera vivir, las dos primeras ofenden la soberbia de los hombres, la tercera, aunque después de las otras, requiere coraje y fortaleza de ánimo para ser creída. («Il genere umano non crederà mai né di non saper nulla, né di non essere nulla, né di non aver nulla a sperare. Nessun filosofo che insegnasse l'una di queste tre cose, avrebbe fortuna ne farebbe setta, specialmente nel popolo: perché, oltre che tutte tre sono poco a proposito di chi vuol vivere, le due prime offendono la superbia degli uomini, la terza, anzi ancora le altre due, vogliono coraggio e fortezza d'animo a essere credute», Diálogo entre Tristán y un amigo).

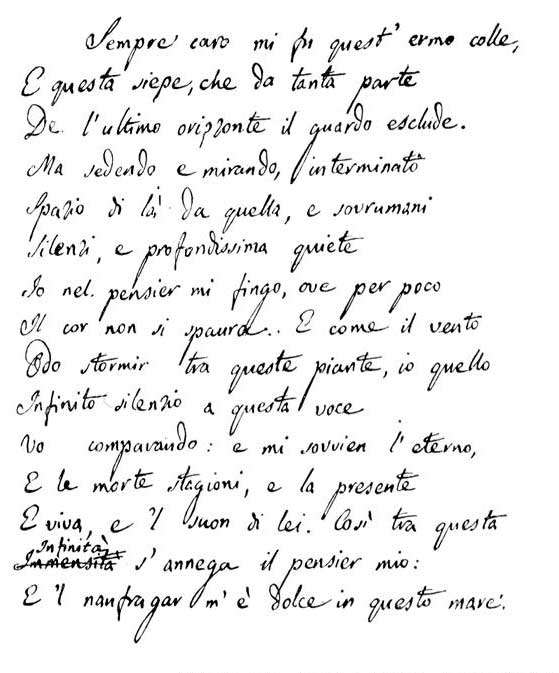
Manuscrito original de L’infinito.

Asume con dignidad la angustia y la protesta del hombre ante un infinito sordo y amenazador, como aparece en su poema metafísico más famoso, «El infinito», o en otro de sus poemas memorables, «A sí mismo». Al final de sus días, sin embargo, atenuó ese pesimismo de forma parecida a como Ludwig van Beethoven lo hizo en su Testamento de Heiligenstadt, y así aparece en su poema «Palinodia» dirigido al marqués Gino Capponi, pero cerrado sin embargo por una cabal ironía.
Sus poemas, recogidos en I Canti (Cantos, 1831) poseen una notable perfección formal, una forma neoclásica y un contenido romántico; en sus comienzos atrajo la atención del público a través de su oda patriótica Agli italiani (1818), pero hoy en día es reconocido, en cambio, por ser el mayor poeta lírico de la Italia del siglo XIX. Los Cantos tienen tres tramos muy diferenciados. Uno primero más neoclásico, muy influido por los clásicos grecolatinos y Dante y Petrarca; un segundo donde está el Leopardi más puro, más intenso, con los poemas más bellos, y un tercero marcado por el pensamiento y la poesía reflexiva. Esta tercera parte es la que más le interesó a Unamuno, quien tradujo «La retama», la flor del desierto, uno de los poemas más conocidos del poeta italiano. Es así que en su obra Del sentimiento trágico de la vida, Unamuno incluye aquella denominación que hace Leopardi de la naturaleza: «Madre en el parto, en el querer madrastra».

## Ediciones y trascendencia
Tras las ediciones de los Canti de 1831 (Florencia, Piatti), en la que algunos poemas ya se habían publicado separadamente, y de 1835 (Nápoles, Starita), aumentada y autorizada por el autor, pero prohibida por el gobierno borbónico, vino la póstuma de Antonio Ranieri en 1845, que añadió «La ginestra o Il fiore del deserto». Los Canti han gozado de la excelente edición crítica de Emilio Peruzzi con la reproducción de los autógrafos (Milán, Rizoli, 1981). La última edición y más fiable de las Operette morali es la tercera y definitiva de Nápoles, Starita, 1835, también prohibida por el gobierno. 
A lo largo del siglo XIX fueron numerosas las traducciones parciales de su prosa y poesía. Una biografía en dos gruesos volúmenes, en la que intercaló traducciones de casi toda la obra poética del autor, es la de Carmen de Burgos, «Colombine», en 1911. En 1928 se publicó la de Miguel Romero Martínez (Poesías de G. Leopardi, Madrid: CIAP), en 1929 la del poeta colombiano Antonio Gómez Restrepo (Cantos, Roma, 1929). Antonio Colinas ha traducido y estudiado numerosas obras de Leopardi, y también son interesantes las traducciones de Diego Navarro, Luis Martínez de Merlo y Eloy Sánchez Rosillo.
El primero en divulgarlo en España fue Juan Valera (Sobre los cantos de Leopardi, 1855); siguió José Alcalá Galiano (Poetas líricos del XIX: Leopardi. Sección VII, 1870); Carmen de Burgos prologó una importante traducción en dos volúmenes (1911). Prestaron a su obra atención escritores como Miguel de Unamuno, Marcelino Menéndez Pelayo, Juan Luis Estelrich y Enrique Díez Canedo, entre otros muchos. Hay huella suya en la obra de poetas como Luis Cernuda, Rafael Alberti, Jorge Guillén, Carlos Barral, Carlos Clementson, Antonio Colinas y Andrés Trapiello.

## Obra

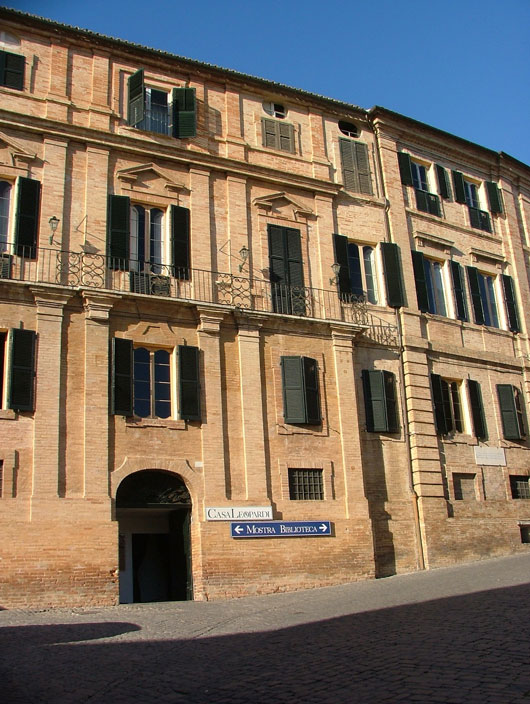
Palacio familiar en Recanati.

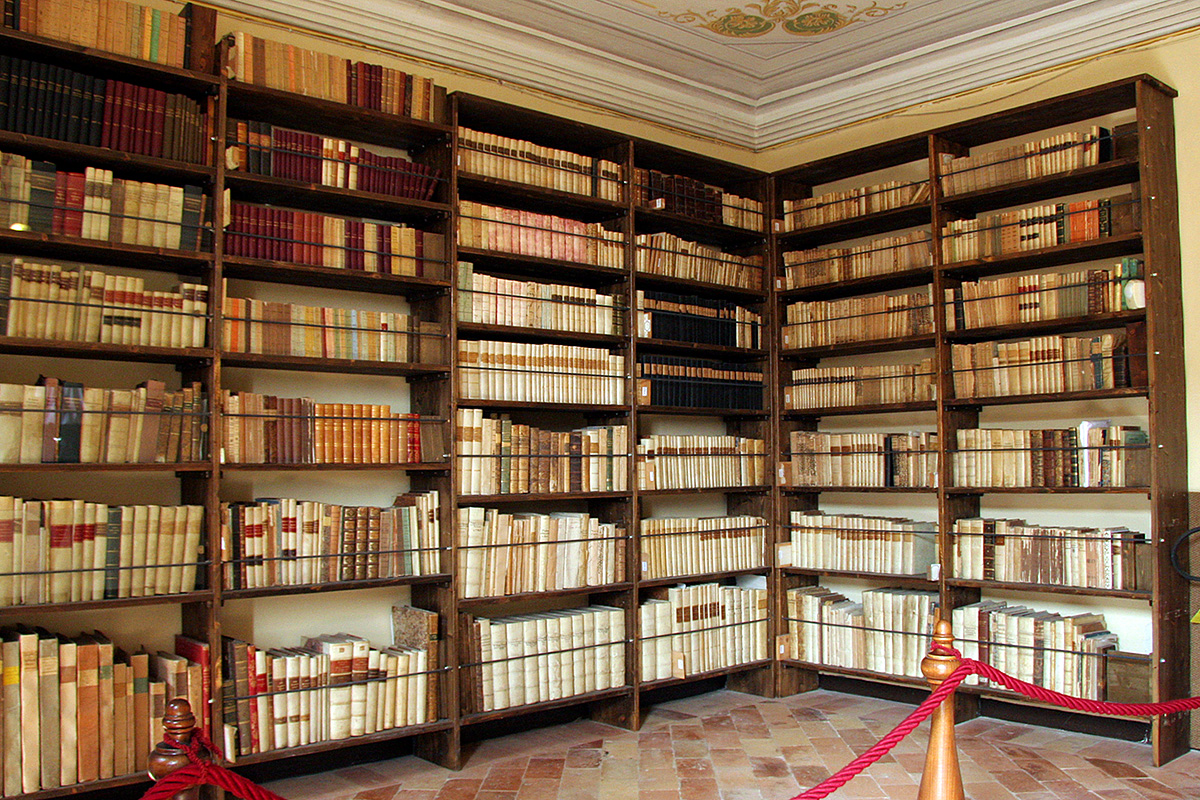
Biblioteca en el palacio familiar de Recanati.

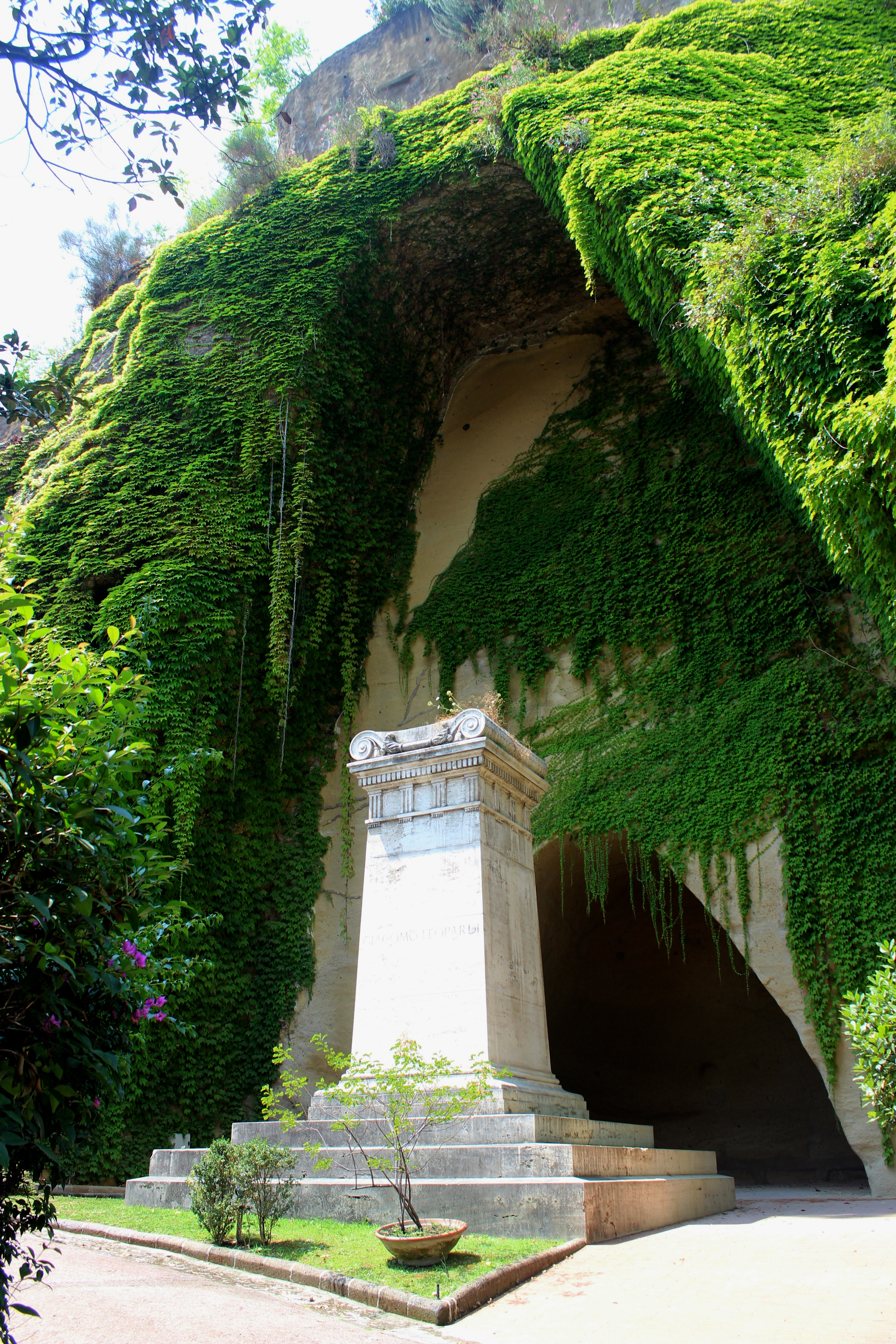
Tumba de Leopardi en Nápoles.

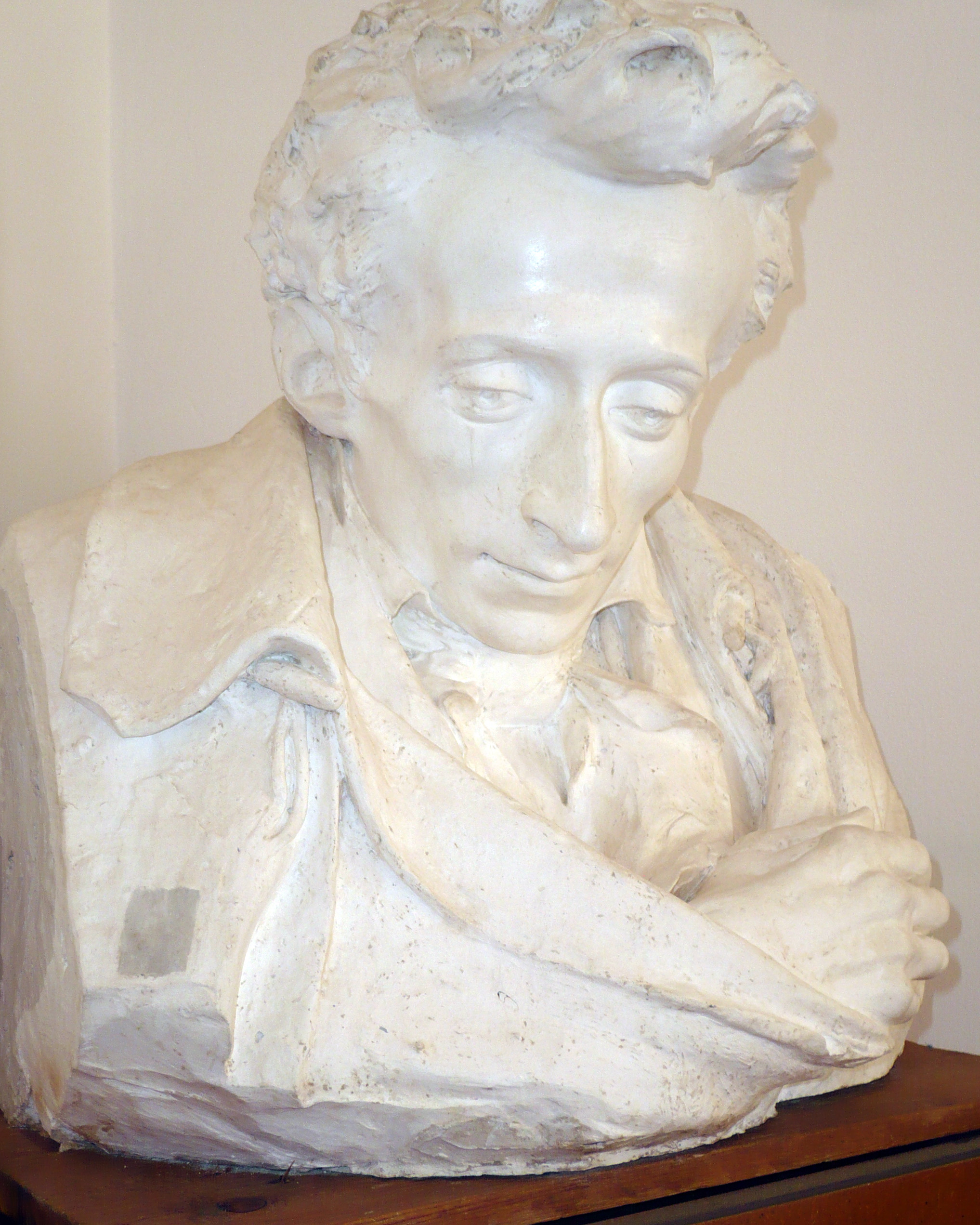
Busto de Leopardi Op.1 en yeso que se exhibe en el Museo Tripisciano de Palazzo Moncada en Caltanissetta.

- Canzoni (1824), edición Annesio, Nápoles. Es el primer gran libro de poesía de Leopardi donde se presenta como poeta ético y civil. La obra consta de diez composiciones escritas entre 1818 y 1823 y se encuentran en orden cronológico:
  - All'Italia
  - Sopra il monumento di Dante che si prepara in Firenze
  - Ad Angelo Mai quand'ebbe trovato i libri di Cicerone della Repubblica [con dedicatoria a Leonardo Trissino]
  - Nelle nozze della sorella Paolina
  - A un vincitore nel pallone
  - Bruto minore
  - Alla primavera o delle favole antiche
  - Ultimo canto di Saffo
  - Inno ai patriarchi o dè principii del genere umano
  - Alla sua donna.

- Versi (1826), edición Stamperia Le Muse, al cuidado de Pietro Brighenti, Bolonia. Publicado a sus propias expensas; es la segunda y relevante selección poética del autor. Comprende todos los textos aprobados sin incluir ninguna canción de 1824:
  - Idilli
    - L'infinito. Idillio I
    - La sera del dí di festa. Idillio II
    - La ricordanza. Idillio III
    - Il sogno. Idillio IV
    - Lo spavento notturno. Idillio V
    - La vita solitaria. Idillio VI

  - Elegie
    - Elegia I
    - Elegia II

  - Sonetti in persona di Ser Pecora Fiorentino Beccaio
    - Sonetto I
    - Sonetto II
    - Sonetto III
    - Sonetto IV
    - Sonetto V

  - Epistola
    - Epistola al Conte Carlo Pepoli

  - Guerra dei topi e delle rane
    - Canto I
    - Canto II
    - Canto III.
- Canti (1831), edición Piatti, Florencia. Estructura tripartita con «Canciones», «Idilios» y «Cantos pisano-recanateses». Se compone de veintitrés obras:
  - All'Italia
  - Sopra il monumento di Dante che si prepara in Firenze
  - Ad Angelo Mai quand'ebbe trovato i libri di Cicerone della Repubblica [con dedicatoria a Leonardo Trissino]
  - Nelle nozze della sorella Paolina
  - A un vincitore nel pallone
  - Bruto minore
  - Alla primavera o delle favole antiche
  - Inno ai patriarchi o dè principii del genere umano
  - Ultimo canto di Saffo
  - Il primo amore [Elegia I B24]
  - L'infinito. Idillio I
  - La sera del giorno festivo. Idillio II
  - Alla luna [La ricordanza]
  - Il sogno
  - La vita solitaria
  - Alla sua donna
  - Al Conte Carlo Pepoli
  - Il risorgimento
  - A Silvia
  - Le ricordanze
  - Canto notturno di un pastore errante dell'Asia
  - La quiete dopo la tempesta
  - Il sabato del villaggio.

- Operette morali (1827), son, en su mayor parte, cortos diálogos en que aparecen expuestas las ideas de Leopardi acerca de la desesperación.

- Diarios (7 volúmenes)
  - Zibaldone di pensieri (1898-1900).